# Heddaprisen
Der Heddaprisen (deutsch Heddapreis) ist ein norwegischer Theaterpreis, der seit 1998 verliehen wird. Die Verleihung wird von der Theater- und Orchestervereinigung Norsk teater- og orkesterforening (NTO) veranstaltet.

## Geschichte
Die erste Preisverleihung fand im Jahr 1998 statt. Damals wurden Auszeichnungen in fünf Kategorien verliehen. Zuvor gab es bereits 1991 und 1992 den Ehrenpreis Hedda-statuetten (deutsch Hedda-Statue), der als Vorläufer des Heddaprisens gilt. Die an die Gewinner ausgegebene Preisstatue zeigt die Figur Hedda aus Henrik Ibsens Drama Hedda Gabler. Seit der Saison 2012/13 wird die Fachjury, genannt Heddajury, vom Heddakomiteen bestimmt. Seitdem wird der Ehrenpreis nicht mehr von der Jury, sondern vom Komitee verliehen. Im Jahr 2021 wurde die Preisverleihung ausgesetzt. Als Grund dafür wurde angegeben, dass aufgrund der COVID-19-Pandemie die Arbeit der Jury erschwert worden war.
Im Jahr 2024 wurden geschlechtsneutrale Schauspielkategorien eingeführt. Bis dahin wurde zwischen Schauspielerinnen und Schauspielern unterschieden. Zugleich wurden eigene Kategorien für Musiktheater- und Tanzvorstellungen gebildet.

## Kategorien
Die Gewinner der Kategorien werden durch die Jury (Heddajuryen) bestimmt. Produktionen von NTO-Institutionen, die den Preis mitfinanzieren, werden priorisiert. Die Jury kann jedoch auch andere Produktionen berücksichtigen. Die Jury nimmt sowohl die Nominierungen als auch die Auswahl der Gewinner vor. In den beiden Schauspielkategorien gibt es fünf Nominierungen, in den restlichen Kategorien drei. Folgende Kategorien werden jedes Jahr berücksichtigt:
- Beste/r Schauspieler/in, Hauptrolle (Beste skuespiller/hovedrolle)
- Beste/r Schauspieler/in, Nebenrolle (Beste skuespiller/medspiller)
- Bester Bühnenauftritt, Musiktheater (Beste sceneprestasjon – Musikkteater)
- Bester Bühnenauftritt, Tanz (Beste sceneprestasjon – Dans)
- Beste Regie (Beste regi)
- Beste Theatervorstellung (Beste teaterforestilling)
- Beste Musiktheatervorstellung (Beste musikkteaterforestilling)
- Beste Tanzvorstellung (Beste danseforestilling)
- Beste Kindervorstellung (Beste barneforestilling)
- Beste Jugendvorstellung (Beste forestilling for ungdom)
- Beste Szenografie, Kostümdesign (Beste scenografie/kostymedesign)
- Bestes audiovisuelles Design (Beste audiovisuell design)
- Bester Szenentext (Beste scenetekst)

Des Weiteren kann die Jury einen Preis in der Kategorie „Besonderer künstlerischer Einsatz“ verleihen.

## Preisträger des Ehrenpreises
Der Ehrenpreis kann vom Heddakomiteen verliehen werden. Nicht in jedem Jahr findet eine Verleihung statt.
- 2002: Wenche Foss
- 2003: Jon Fosse
- 2004: Toralv Maurstad und Espen Skjønsberg
- 2008: Elsa Nordvang
- 2010: Edith Roger
- 2012: IdaLou Larsen
- 2014: Verdensteatret
- 2017: Bjørn Sundquist
- 2018: Therese Bjørneboe
- 2019: Stein Winge
- 2020: Knut Ove Arntzen und Sven Åge Birkeland
- 2022: Mira Zuckermann
- 2023: Cliff Moustache
- 2024: Cecilia Ölveczky